# Dicranales
Dicranales là một bộ rêu trong ngành Bryophyta.